# Говилів
Гови́лів — пасажирський залізничний зупинний пункт Тернопільської дирекції Львівської залізниці.
Розташований між селами Малий Говилів та Великий Говилів Тернопільського району Тернопільської області на лінії Біла-Чортківська — Тернопіль між станціями Деренівка (5 км) та Хоростків (6 км).
На станції зупиняються приміські поїзди сполученням Тернопіль-Чортків-Тернопіль. На поїзд далекого сполучення можна сісти на сусідніх зупинках, або ж під'їхати на дизелі в Тернопіль, де уже більш широкий вибір напрямків.